# Giải Loève
Giải Loève tên đầy đủ là Giải quốc tế Line và Michel Loève về Xác suất là một giải thưởng toán học, được người vợ góa của Michel Loève là "Line Loève" lập năm 1992 để vinh danh chồng của mình.
Giải được trao mỗi 2 năm cho các nhà nghiên cứu dưới 45 tuổi, có những đóng góp nổi bật trong môn lý thuyết xác suất. Giải gồm một khoản tiền thưởng khoảng 30.000 dollar Mỹ, là một trong các giải thưởng hào phóng nhất trong một phân môn toán học chuyên biệt.

## Các người đoạt giải
- 2013 Sourav Chatterjee.
- 2011 Scott Sheffield.
- 2009 Alice Guionnet.
- 2007 Richard Kenyon.
- 2005 	Wendelin Werner.
- 2003 	Oded Schramm.
- 2001 	Yuval Peres.
- 1999 	Alain-Sol Sznitman.
- 1997 	Jean-François Le Gall.
- 1995 	Michel Talagrand.
- 1993 	David Aldous.